# 西山春成
西山 春成（にしやま しゅんせい、文化11年（1814年）3月 - 明治28年（1895年）4月30日）は江戸・明治時代の医師。旧姓は安在、結城。名は尚賢。美濃国久々利村の旗本千村家侍医西山家8代目。西山玄道の養子として廃絶寸前だった同家を継ぎ、子孫に多くの医療従事者を輩出した。

## 生涯
文化11年（1814年）3月美濃国可児郡久々利村（岐阜県可児市久々利）に千村家臣安在祐景の次男として生まれた。西山玄道養女とみと結婚し、西山家を継いだ。
天保4年（1833年）名古屋に出て、義兄伊藤圭介に西洋医学・種痘法を学び、天保7年（1836年）9月久々利村に戻り、千村家侍医を務めた。慶応2年（1866年）5月次男西山謙之助に次いで三男多喜三郎と共に平田鉄胤に入門した。
明治維新後も久々利村で医業を続け、明治初年岐阜県が行った管内医師の試問では条対第一とされた。明治12年（1879年）7月土岐郡日吉村にコレラ被疑患者が発生すると、御嵩避病院に予備委員として召喚され、対応に当たった。
晩年は私塾を営み、書画・国風・絃歌・俗曲を嗜み、しばしば宴会で披露した。明治28年（1895年）4月30日病床で狂歌を唱えて息を引き取った。

## 死後
久々利村の西山療院は春成の長男文雄、文雄の四男忠雄に受け継がれたが、昭和6年（1931年）1月忠雄は川辺町に転出したため、昭和7年（1932年）7月岐阜県の補助により久々利村診療所として存続し、隣町兼山町の医師藤掛彰が出張した。
昭和31年（1956年）6月2日生家は「西山謙之助出生地」として史跡に指定された。

## 作品
- 「義士西山謙之助遺事緒言」 - 明治17年（1884年）栃木県の次男謙之助の戦死地を訪れ、その場に居合わせた石川久三から当時の話を聴取したもの。無窮会所蔵[7]。謙之助（尚義）の最期については幸来橋#伝承・逸話を参照。
- 「松巌紹貞大姉画像」 - 7代浅井玄安妻の肖像画[8]。

## 親族
- 実父：安在仁右衛門祐景如嬰 - 千村家家臣[1]。
- 養父：西山玄道 - 尾張藩町医。
- 養母：たき - 野間利貞四女。
  - 義兄：大河内存真 - 尾張藩医。
  - 義兄：伊藤圭介 - 東京大学教授。
- 妻：とみ - 浅井立意三女、西山玄道養女。
- 長男：文雄尚孝（春庵）[9] - 西山療院を継承。嘗百社員[10]。久々利村会議員[11]。
  - 孫：太郎（古梅園） - 愛知県立医学専門学校出身[10]。
    - 曽孫：義彦 - 早稲田大学経済科卒。名古屋市役所、名古屋合同運送勤務[12]。

  - 孫：千春[9] - 陸軍三等軍医として日露戦争に従軍[13]。
  - 孫：磐 - 東京歯科医学専門学校卒。兼山町・御嵩町で活動[14]。
  - 孫：忠雄 - 京都府立医学専門学校卒。西山療院を継承後、川辺町に転居[5]。
- 次男：謙之助尚義 - 倒幕家。出流山事件に参加し、下野国都賀郡栃木宿で戦死。
- 長女：てい[9]
- 次女：と志[9]
- 三女：みつ[9]
- 三男：多喜三郎尚忠[9] - 久々利小学校訓導。済生学舎卒。久々利村、兼山町、広見町で活動。可児郡医師会副会長[15][16]。
  - 孫：春男 - 古井町で医業を行った[15]。
  - 孫：薬学専門学校に入学[15]。